# Otto Ernst (Schriftsteller)

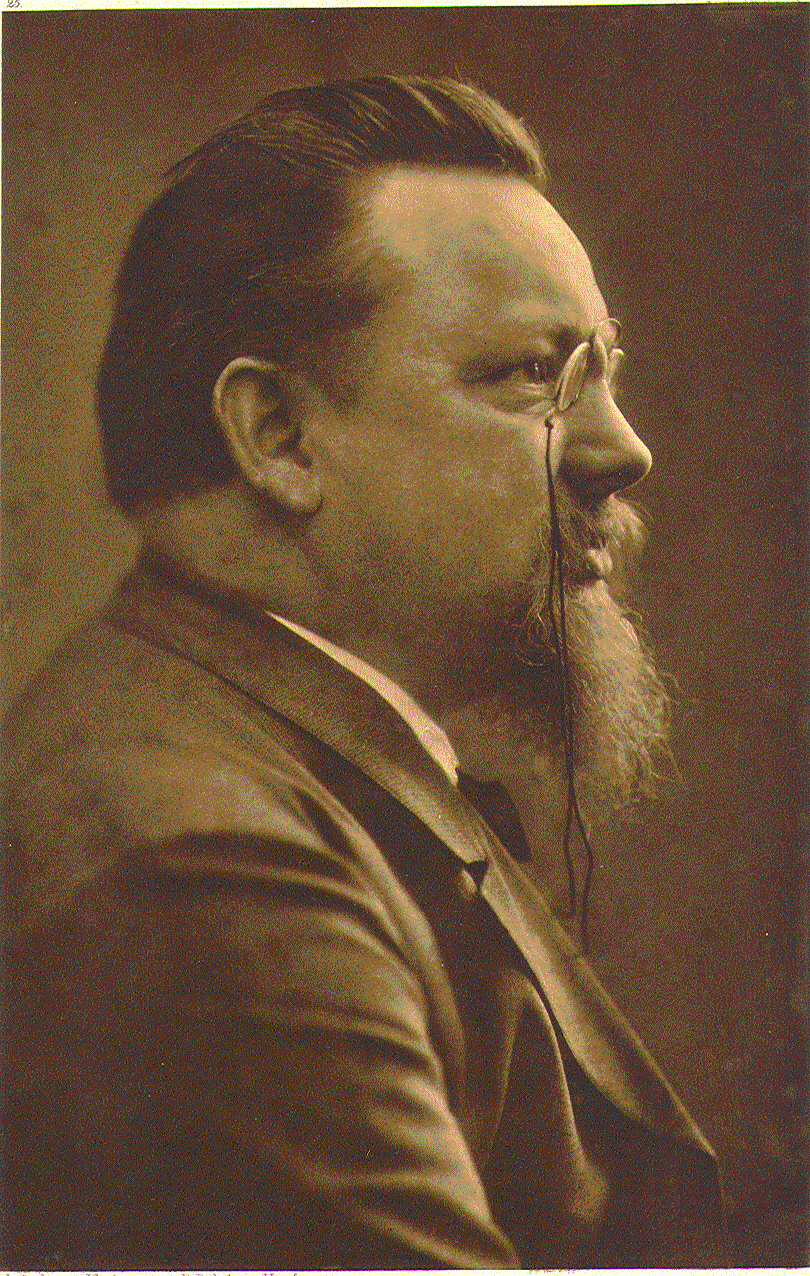
Otto Ernst, 1905

Otto Ernst, eigentlich Otto Ernst Schmidt, (* 7. Oktober 1862 in Ottensen bei Hamburg; † 5. März 1926 in Groß Flottbek bei Hamburg) war ein deutscher Dichter und Schriftsteller.

## Leben
Otto Ernst Schmidt (später nannte er sich lediglich Otto Ernst) wurde als Sohn einer Zigarrendreherfamilie geboren und wuchs in ärmlichen Verhältnissen auf.
Seine Lehrer erkannten, dass der Junge wissbegierig und talentiert war, und ließen ihm entsprechende Förderung (am Hamburger Präparandeum und Seminar) zuteilwerden. Dies ermöglichte es ihm, den Lehrerberuf zu ergreifen. So wurde Ernst 1883 Lehrer an verschiedenen Hamburger Volksschulen und auch an einer höheren Töchterschule. Während dieser Tätigkeit lernte er seine spätere Frau kennen, seine Kollegin Helmy Scharge, die er 1887 heiratete.

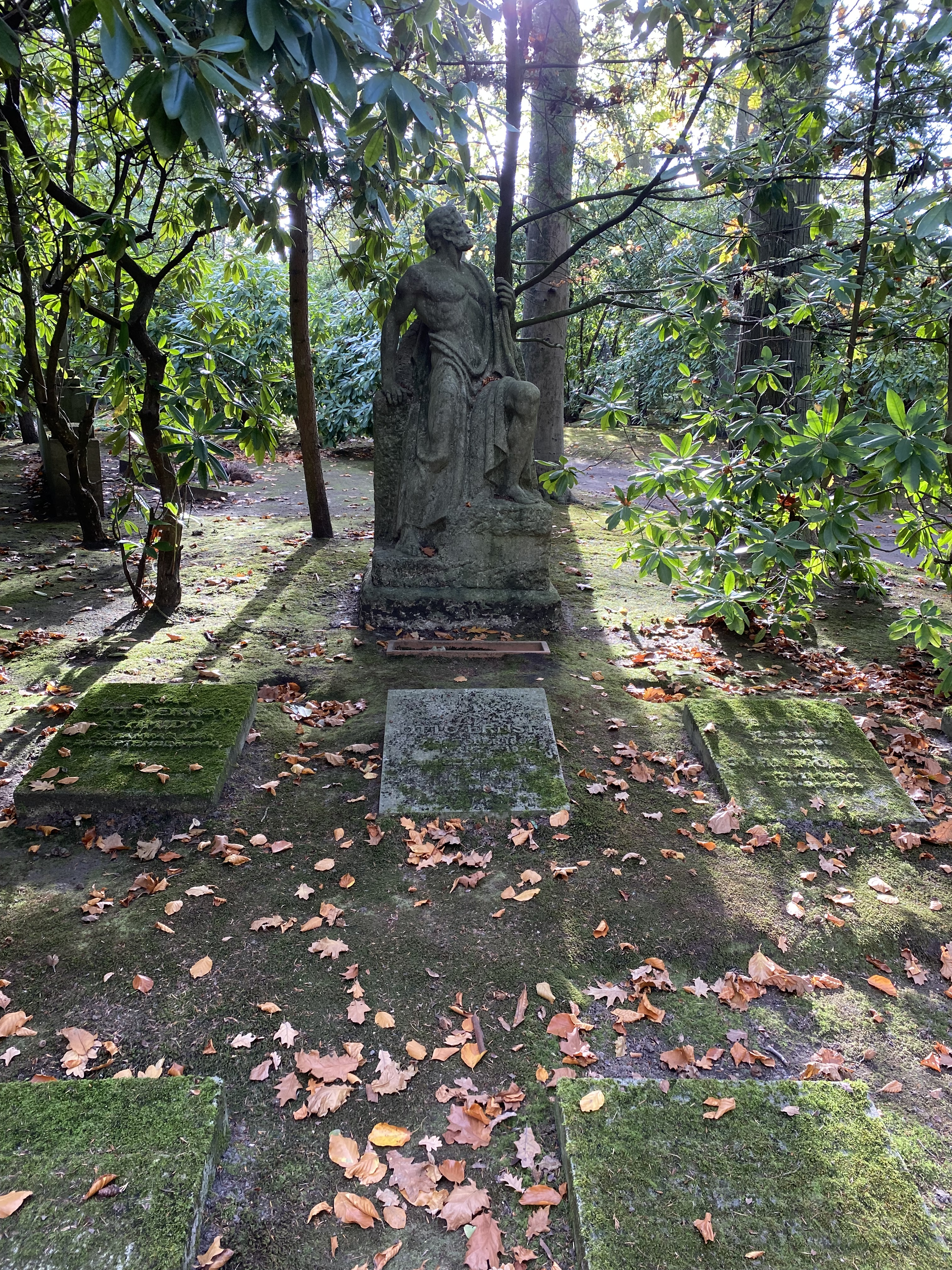
Grabstätte Otto Ernst (Platte vor der Grabfigur)

1891 gründete Ernst die Hamburger „Literarische Gesellschaft“. 1893 gab er mit Leo Berg und Constantin Brunner die literaturkritische Zeitschrift Der Zuschauer heraus.
Neben seinem Lehrerberuf war Ernst seit 1882 als freier Schriftsteller, Bühnenautor und Vortragskünstler tätig. 1889 erhielt er den Augsburger Schillerpreis für seinen „Gedichte“ von 1888. Als die Einnahmen aus den künstlerischen Tätigkeiten groß genug waren, beschloss Ernst im Jahre 1901, sich nur noch um die Kunst zu kümmern, und kehrte dem Lehrerberuf den Rücken.
1903 kaufte er ein Haus in Groß-Flottbek, wo er mit seiner Familie – er hatte mit seiner Frau insgesamt fünf Kinder – lebte, bis er im Alter von 63 Jahren starb. Die Straße, in der die Familie lebte, wurde später zu seinen Ehren in Otto-Ernst-Straße umbenannt. Der Otto-Ernst-Weg in Kiel-Pries ist seit 1940 nach ihm benannt.
Otto Ernst wurde auf dem Friedhof Groß Flottbek beigesetzt.
Die Einrichtung seines Arbeitszimmers wurde als Stiftung seiner jüngsten Tochter Senta-Regina Möller-Ernst (1897–1998) in das nahegelegene Gymnasium Christianeum gebracht, dort im Jahr 2004 neu aufgebaut und restauriert. Seit 2018 ist das restaurierte Zimmer im Christianeum nicht mehr erhalten, die Bestandteile wurden ausgelagert, eine neue Verwendung ist bisher nicht bekannt.

## Künstlerisches Schaffen
Otto Ernst war zu seinen Lebzeiten zwar beliebt und bekannt, doch schätzten die Kritiker ihn weniger. In einer Autobiographie beschrieb sich Ernst selbst als „hoffnungslos unmodern... weil ich zu Gutem und Bösem nicht schweige und stillhalte, sondern kämpfe, weil ich entgegen der Mode und trotz eigener schwerer, ja widerwärtiger Erfahrungen Optimist bin, weil ich nach einer gesunden, schlichten Kunst strebe“.

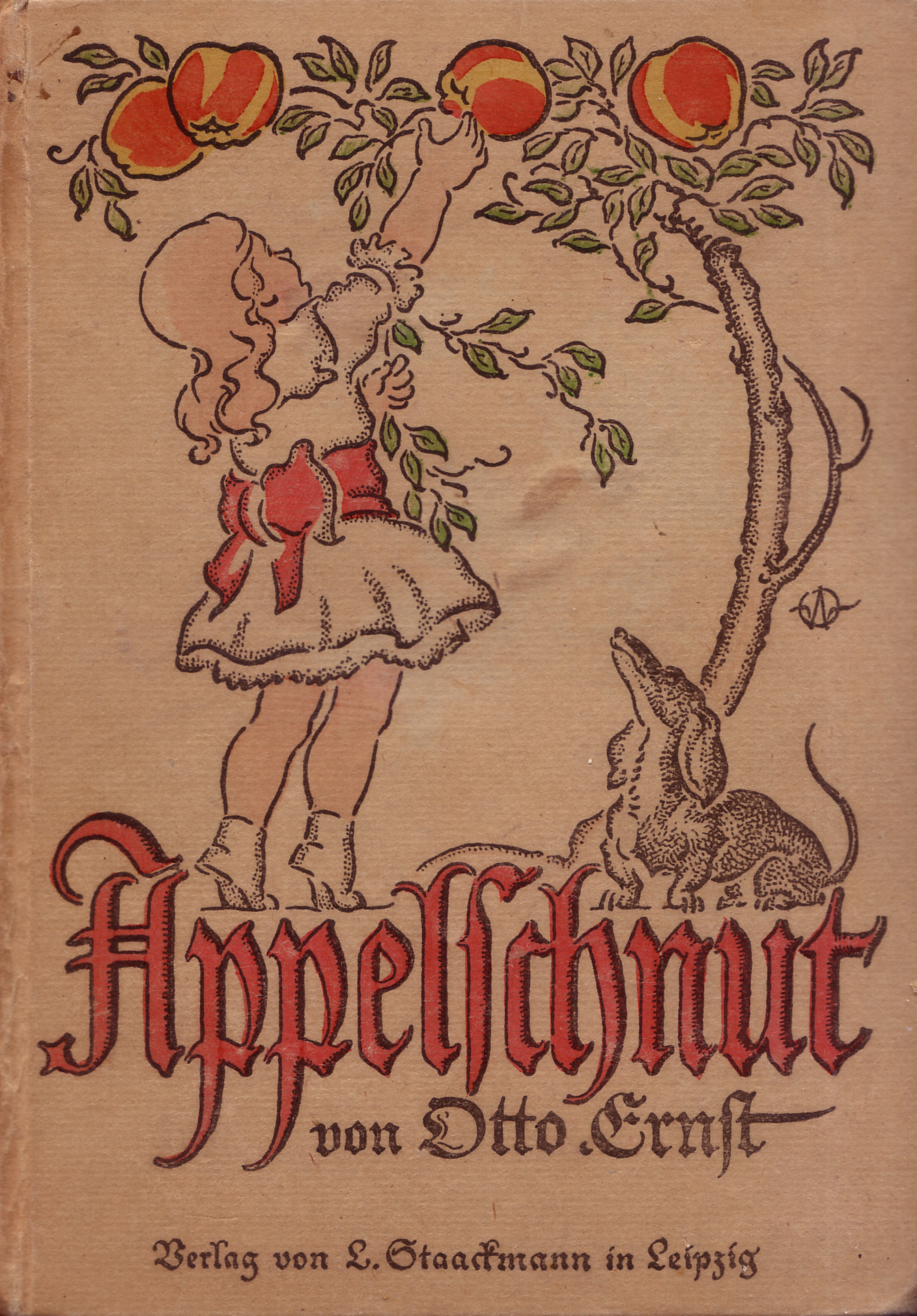
Appelschnut, L. Staackmann, Leipzig 1907

Heute noch bekannt ist Ernsts Kindheitsgeschichte seiner Tochter Senta-Regina Möller-Ernst, genannt Appelschnut, erschienen im Jahre 1907.
Seine autobiographische Asmus-Semper-Trilogie gilt als eine gute Beobachtung des Lebens in Ottensen vor der Jahrhundertwende. Der erste Band Asmus Sempers Jugendland. Roman einer Kindheit erschien 1904, danach folgten Semper der Jüngling (1908) und Semper der Mann. Eine Künstler- und Kämpfergeschichte (1916).
Flachsmann als Erzieher aus dem Jahre 1900 wird als Ernsts populärstes Theaterstück angesehen, Nis Randers als seine bekannteste Ballade. Nis Randers spitzt einen menschlichen Grundkonflikt bei der Lebensrettung dramatisch zu. Die Deutsche Gesellschaft zur Rettung Schiffbrüchiger (DGzRS) würdigte dieses Gedicht, indem sie einen Seenotkreuzer in Bremen 1990 auf den Namen Nis Randers taufte.

## Werke (Auswahl)
- Stimmen des Mittags – Neue Dichtungen, darin Nis Randers, L. Staackmann, Leipzig 1901
- Asmus Sempers Jugendland. L. Staackmann, Leipzig 1904
- Appelschnut. L. Staackmann, Leipzig 1907
- Semper der Jüngling. L. Staackmann, Leipzig 1908
- Semper der Mann. Eine Künstler- und Kämpfergeschichte. L. Staackmann, Leipzig 1916
- August Gutbier und die sieben Weisen im Franziskanerbräu. L. Staackmann, Leipzig 1918
- Siebzig Gedichte. Neue und alte Verse. L. Staackmann, Leipzig 1907.
- Hamborger Schippergeschichten
- Gewittersegen; Ein Kriegsbuch
- Sankt Yorick's Glockenspiel
- Frieden und Freude
- Hermannsland. Ein Roman aus der Kindheit des Jahrhunderts.
- Luzi oder Morgenstunden einer Menschenseele. Verlag L. Staackmann  Leipzig

Humoristische Plaudereien
- Ein frohes Farbenspiel. Verlag L. Staackmann, Leipzig o. J.
- Vom geruhigen Leben. Humoristische Plaudereien über Gross- und Kleine Kinder. Verlag L. Staackmann, Leipzig 1906
- Laßt Sonne herein!
- Vom grüngoldnen Baum
- Vom Strande des Lebens. Novellen und Skizzen. Philipp Reclam jun., Leipzig 1908
- Blühender Lorbeer. Plaudereien und Andachten über deutsche Dichter. Verlag L. Staackmann, Leipzig 1910
- Gesund und frohen Mutes. Eine Auswahl aus den Werken von Otto Ernst. Verlag L. Staackmann, Leipzig 1910
- Aus meinem Sommergarten. Humoristische Plaudereien. Verlag L. Staackmann, Leipzig 1913
- Das Glück ist immer da! Heitere Geschichten und Plaudereien. Ullstein & Co., Berlin/Wien o. J. (Ullstein-Bücher)

Bühnenwerke
- Bannermann
- Flachsmann als Erzieher. 1900
- Jugend von heute
- Ortrun und Ilsebill
- Die Liebe höret nimmer auf. 1911

Weitere Schriften
- Laßt uns unsern Kindern leben. Ein Buch für Eltern und Erzieher. Leipzig, Verlag L. Staackmann. 1912